# Vanashen
Vanashen (in armeno Վանաշեն?, fino al 1978 Taytan) è un comune dell'Armenia di 2 476 abitanti (2008) della provincia di Ararat.